# Fabian Reese
Fabian Reese (Kiel, 1997. november 29. –) német labdarúgó, aki 2020-tól a Holstein Kiel játékosa.

## Statisztika
2021. július 22. szerint.
| Klub                        | Szezon   | Bajnokság | Bajnokság | Kupa  | Kupa | Nemzetközi | Nemzetközi | Összesen | Összesen |
| Klub                        | Szezon   | Mérk.     | Gól       | Mérk. | Gól  | Mérk.      | Gól        | Mérk.    | Gól      |
| --------------------------- | -------- | --------- | --------- | ----- | ---- | ---------- | ---------- | -------- | -------- |
| Schalke 04                  | 2015–16  | 1         | 0         | 0     | 0    | 0          | 0          | 1        | 0        |
| Schalke 04                  | 2016–17  | 3         | 0         | 1     | 0    | 2          | 0          | 6        | 0        |
| Schalke 04                  | 2017–18  | 7         | 0         | 0     | 0    | –          | –          | 7        | 0        |
| Schalke 04                  | 2019–20  | 2         | 0         | 0     | 0    | –          | –          | 2        | 0        |
| Schalke 04                  | Összesen | 13        | 0         | 1     | 0    | 2          | 0          | 16       | 0        |
| Karlsruher SC (kölcsönben)  | 2016–17  | 10        | 0         | 0     | 0    | –          | –          | 10       | 0        |
| Greuther Fürth (kölcsönben) | 2017–18  | 15        | 0         | 0     | 0    | –          | –          | 15       | 0        |
| Greuther Fürth (kölcsönben) | 2018–19  | 29        | 3         | 1     | 0    | –          | –          | 30       | 3        |
| Greuther Fürth (kölcsönben) | Összesen | 44        | 3         | 1     | 0    | –          | –          | 45       | 3        |
| Holstein Kiel               | 2019–20  | 12        | 1         | 0     | 0    | –          | –          | 12       | 1        |
| Holstein Kiel               | 2020–21  | 32        | 2         | 5     | 1    | 2          | 0          | 39       | 3        |
| Holstein Kiel               | Összesen | 44        | 3         | 5     | 1    | 2          | 0          | 51       | 4        |
| Összesen                    | Összesen | 111       | 6         | 7     | 1    | 4          | 0          | 122      | 7        |